# Maciej Polejowski
Maciej Polejowski (ur. po 1734, zm. po 1794) – snycerz lwowski, jeden z głównych przedstawicieli „młodszej generacji” tzw. lwowskiej rzeźby rokokowej.

## Życiorys
Urodził się prawdopodobnie po 1734. Prawdopodobnie młodszy brat Jana i Piotra Polejowskich. W 1764 wraz z innymi rzeźbiarzami lwowskimi otrzymał przywilej noszenia szabli. Zamieszkiwał w jurydyce benedyktynek przy Krakowskim Przedmieściu we Lwowie co najmniej od roku 1767. Uczył się u Jana Jerzego Pinsla i Bernarda Meretyna, możliwe, że także w warsztacie Antoniego Osińskiego (wówczas pracował w Nawarii i Hodowicy).
Z woli magnata Mikołaja Bazylego Potockiego, fundatora budowli obecnego sobora Zaśnięcia Matki Bożej w Poczajowie, Maciej Polejowski objął pracę przy „fabryce poczajowskiej”. Przebywając przejazdem w Buczaczu w październiku 1780 otrzymał on od wojewodzica bełskiego list polecający dla OO. Bazylianów z nakazem objęcia zwierzchnictwa nad budową cerkwi. Zakonnicy nie byli przychylni Polejowskiemu, następnego dnia odsunęli go od pracy przy „fabryce” za krytykę, zdaniem Polejowskiego, źle wzniesionego filaru w nowej cerkwi. Polejowski powrócił do Poczajowa jako prefekt „fabryki” cerkwi w 1790.
Zmarł po 1794.

## Prace
- rzeźby wyposażenia kościoła parafialnego w Hodowicy (ok. 1758)
- rzeźby ołtarza głównego oraz kamienne dekoracyjne wazony na fasadę katedry łacińskiej we Lwowie
- rzeźby w katedrze w Sandomierzu
- wyposażenie (m.in. ambonę, ołtarz główny i dwa boczne, dziś niezachowane) kościoła bernardynów w Zasławiu
- nieokreślone prace dla Potockich w Krystynopolu
- prace w Niżniowie (kościół ojców paulinów lub dwór (pałac) Jabłonowskich)
- rzeźby w cerkwi bazyliańskiej w Poczajowie
- ołtarz główny, krucyfiks oraz osiem figur na filarach w kościele paulinów we Włodawie

Andrzej Betlej uważa, iż M. Polejowskiemu błędnie w starszej literaturze przypisywano rzeźby w ołtarzu głównym kościoła Franciszkanów w Przemyślu, w katedrze w Kamieńcu Podolskim, w kościołach św. Marcina i Bożego Ciała we Lwowie, niewielkiej figury Chrystusa Zmartwychwstałego w kościele Bernardynów w Dukli oraz struktury ołtarzy bocznych w kościele parafialnym w Buczaczu.